# ريان كامبل-غوردون
ريان كامبل-غوردون (بالإنجليزية: Ryan Campbell-Gordon)‏ هو لاعب كرة قدم بريطاني في مركز ظهير ‏، ولد في 2001 في نوتنغهام في المملكة المتحدة. لعب مع بورت فايل.